# نیروگاه بادی دریایی هورنس رو
نیروگاه بادی دریایی هورنس رِو (انگلیسی: Horns Rev Offshore Wind Farm) یک نیروگاه بادی دریایی است که در پهنه آبهای دانمارک در دریای شمال قرار دارد.
این نیروگاه بادی در سه فاز ساخته شد، فاز اول در سال ۲۰۰۲ وارد مدار شد، فاز ۲ در سال ۲۰۰۹ و فاز ۳ در سال ۲۰۱۹ به مدار تولید برق وصل گردیدند. فاز اول تحت عنوان هورنس رِو ۱ با ظرفیت ۱۶۰ مگاوات، اولین نیروگاه بادی دریایی در مقیاس بزرگ در جهان بود.